# Чавчавадзе, Илья Григорьевич
Князь Илья́ Григо́рьевич Чавчава́дзе (груз. ილია გრიგოლის ძე ჭავჭავაძე, ilia grigolis dze ch’avch’avadze; 27 октября [8 ноября] 1837, Кварели, Грузинская губерния, Российская империя — 30 августа [12 сентября] 1907, Цицамури, Тифлисская губерния, Российская империя) — грузинский поэт, публицист и общественный деятель, националист и либерал, боровшийся за суверенитет Грузии. Одна из самых заметных национальных фигур Грузии начала XX века; в официальном дискурсе современной Грузии считается отеческой фигурой «Pater Patriae». В 1987 году канонизирован Грузинской православной церковью под именем Илия Праведный.

## Ранние годы
Представитель кварельской ветви грузинского рода тавади Чавчавадзе, князь Илья Чавчавадзе родился 27 октября (8 ноября) 1837 года в кахетинском селе (ныне городе) Кварели. Начальное образование получил в семье, под руководством матери и сельского священника. Первые стихи написал в возрасте 11 лет. В 1848 году был зачислен в частный пансион Нейхарда и Хакке в Тифлисе, где проучился четыре года. Из пансиона в 1852 году Чавчавадзе перешёл в Тифлисскую классическую гимназию и успешно окончил её в 1856 году.

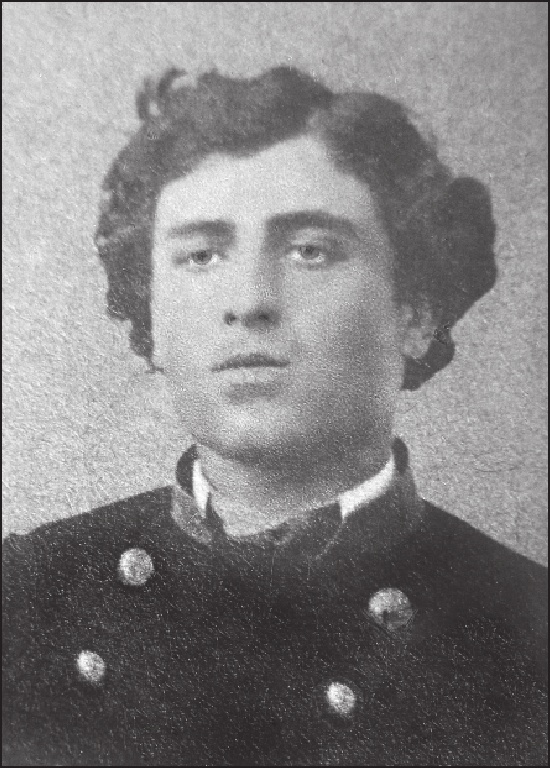
И. Г. Чавчавадзе на первом курсе университета в 1858 году

Приказом от 31 августа 1857 года Чавчавадзе был зачислен на юридический факультет в Санкт-Петербургском университете в статусе своекоштного студента, но впоследствии был освобожден от платы за обучение, перейдя в статус казённокоштного. Он поступил, как было написано в приказе о зачислении, «по разряду камеральных наук», на курс подготовки будущих чиновников Российской империи. Учебный план будущего чиновника Чавчавадзе включал (1) юридические основы государства (2) сведения из истории, политической экономии и статистики (3) естественные науки, агрономию и архитектуру (4) современный иностранный язык. Кроме дисциплин по специальности он также изучал современных ему авторов, писавших о философии, эстетике, социологии. Большое влияние на него оказали взгляды русских революционных демократов. Грузинская община в Петербурге была многочисленна, особой популярностью пользовался салон княгини Екатерины Чавчавадзе-Дадиани, вдовы правителя Мегрелии. Именно в её салоне молодой Илья Чавчавадзе впервые узнал о Бараташвили, когда Екатерина Александровна показала ему листки со стихами, написанными рукой покойного поэта.
Закавказские студенты, учившиеся в Петербурге, хотели создать единое землячество, но под влиянием выступлений Чавчавадзе приняли решение создать отдельные этнические землячества для грузин, армян и других закавказских этносов и потом объединить их в союз. Грузинские студенты, которых на тот момент училось в Петербурге около тридцати, выбрали своим председателем Чавчавадзе. Позже, по возвращении в Грузию, Чавчавадзе стал и лидером неформальной группы тергдалеулеби (буквально «испившие воду Терека», то есть побывавшие в России) объединявшей людей грузинского происхождения, получивших образование в России, в противовес мтквардалеулеби, то есть пивших воду только из Куры (груз. მტკვარი Мтква́ри), не выезжавших из Грузии и не видевших мир. Большинство тергдалеулеби вдохновлялись идеалами русских революционных демократов: Белинского, Чернышевского и Добролюбова, выступали за расширение политических прав грузинского народа в рамках Российской империи. Многие из тергдалеулеби, в том числе Акакий Церетели, Нико Николадзе, Серго Месхи и сам Чавчавадзе стали ядром общественно-литературных течений грузинских интеллигентов-шестидесятников «Пирвели даси» (груз. პირველი დასი, Первая группа) и «Меоре даси» (груз. მეორე დასი, Вторая группа).
В 1861 году Александр II принял предложение графа С. Г. Строганова о преобразованиях в университетах, осуществить которые было поручено адмиралу Е. В. Путятину, назначенному министром просвещения. Циркуляр Путятина, ограничивавший свободы студентов и вводивший обязательные матрикулы (зачётные книжки), вызвал недовольство, начались студенческие волнения, занятия в университете были отменены и многие студенты Санкт-Петербургского университета были арестованы и отчислены. Как и многие другие, Чавчавадзе в знак протеста не стал получать матрикул и был на четвёртом курсе отчислен согласно новым правилам. Позже по его просьбе университет выдал ему справку о том, что «князь Илья Чавчавадзе, поступив в число студентов Императорского Санкт-Петербургского университета 20 июля 1857 г., слушал науки по Юридическому факультету разряду камеральных наук по поведении очень хорошего. 12 октября 1861 г. по прошению уволен из университета из четвертого курса». Сам Чавчавадзе считал четыре университетских года «фундаментом, <…> первоисточником жизни, волоском, который судьба, точно мост перекинула между светом и тьмою».

## Публицист и чиновник
Вернувшийся в 1861 году из Петербурга Чавчавадзе не торопился выйти на государственную службу и много времени посвящал публицистике, литературным и политическим дискуссиям. Для публицистики на грузинском языке в то время существовал единственный литературно-политический журнал «Цискари» (рус. Заря), издававшийся Иваном Кереселидзе, в нём Чавчавадзе ещё в 1858 году печатал свои первые стихи. Карьеру публициста он решил начать с литературной критики, разобрав перевод на грузинский поэмы Ивана Козлова «Безумная», сделанный князем Ревазом Эристави. В статье были поставлены вопросы о орфографической реформе, назревшей в грузинском языке, и об отказе от «высокого» литературного стиля в пользу более понятного простым людям повседневного разговорного. В завершение статьи Чавчавадзе написал фразу, ставшую для него программной: «Три божественных дара завещаны нам предками: Отечество, язык, вера». Предложения Чавчавадзе были довольно умеренными, но старшее поколение литераторов было возмущено посягательством на устои, и выход статьи стал отправной точкой многолетней вражды молодых шестидесятников-тергдалеулеби со старой политической и литературной элитой Грузии.
Конфликт разрастался с каждой новой публикацией и с каждой дискуссией между тергдалеулеби и старшим поколением грузинских интеллектуалов. Спор стал острым и приобрёл политическую окраску после полемического стихотворения Григория Орбелиани «Ответ сынам», содержавшего упрёк молодёжи в неблагодарности, безнравственности и безбожии. Чавчавадзе опубликовал «Ответ на ответ», содержавший в числе прочего обвинение в сдаче родины в обмен на титулы и ордена. Для Орбелиани, участвовавшего в молодости в заговоре 1832 года, но позже отважно воевавшего в рядах российской армии, сделавшего карьеру и лояльного империи, это оказалось последней каплей, с тех пор публикации в «Цискари» и приглашения в светские салоны для Чавчавадзе были закрыты.

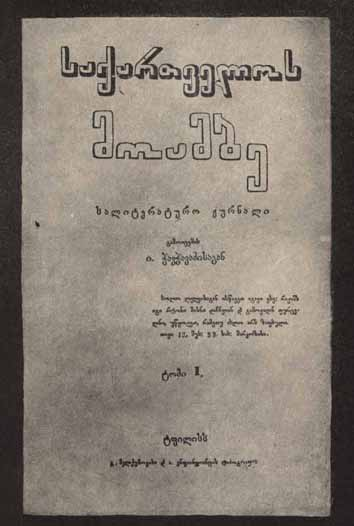
Первая страница первого номера Сакартвелос моамбе

Лишённый возможности публиковаться в «Цискари», Илья Чавчавадзе в начале 1863 года основал свой собственный журнал «Сакартвелос моамбе» (рус. Грузинский вестник). Журнал просуществовал всего один год, но оказал огромное влияние на всю дальнейшую литературную и политическую жизнь Грузии. Чавчавадзе печатал в журнале свои публицистические статьи, стихи, рассказы и отрывки, фактически реформируя литературный грузинский язык. Политическая позиция журнала была вполне однозначной: в каждом номере публиковались переводы на грузинский произведений Виктора Гюго, Прудона, Бастиа, Белинского, Добролюбова. В дополнение к переводной политической публицистике Чавчавадзе написал и опубликовал собственную программу переустройства общественных отношений в Грузии, базировавшуюся на торжестве разума и науки и сближении с европейскими странами. Программным политическим произведением этого времени можно считать и поэму Чавчавадзе «Призрак», её он тоже опубликовал в «Сакартвелос моамбе».
В 1863 году Чавчавадзе женился на Ольге Гурамишвили и материальные трудности семейного быта вынудили его прекратить выпуск журнала и искать дохода от службы. Он начал с работы чиновником особых поручений при кутаисском генерал-губернаторе Левашове, занимался практическим проведением в жизнь реформы освобождения крестьян, затем перешёл на службу в судебное ведомство и занимал там должности мирового посредника, позже мирового судьи Душетского уезда Тифлисской губернии и провёл на службе в провинциальной Грузии десять следующих лет до 1874. Начало его службы совпало с подавлением польского восстания, развеявшим надежды на реформы или революционное переустройство царского режима. Вся империя, а с ней и Грузия, вступили в период пессимизма и застоя, начавшийся в 1864.
Для Чавчавадзе десять лет судейской работы с 1864 по 1874 стали с одной стороны вынужденным перерывом в творческой работе, а с другой стороны это были годы непосредственного знакомства с тем народом, интересы которого он так стремился защищать. Он одним из первых стал изучать местные диалекты и собирать народные стихи и музыку, издав в 1873 году совместно с Рафаэлом Эристави «Первую книжку крестьянских песен и поговорок». В его произведениях, написанных после опыта судейской работы («У виселицы», «Отарова вдова»), народные крестьянские типы стали гораздо живее схематичных образов из его ранних рассказов. Чавчавадзе тяготился вынужденным пребыванием в провинции, а многочисленные друзья время от времени приезжали к нему в Душети и уговаривали вернуться в Тифлис и к литературной и общественной деятельности.

## Просветитель и банкир

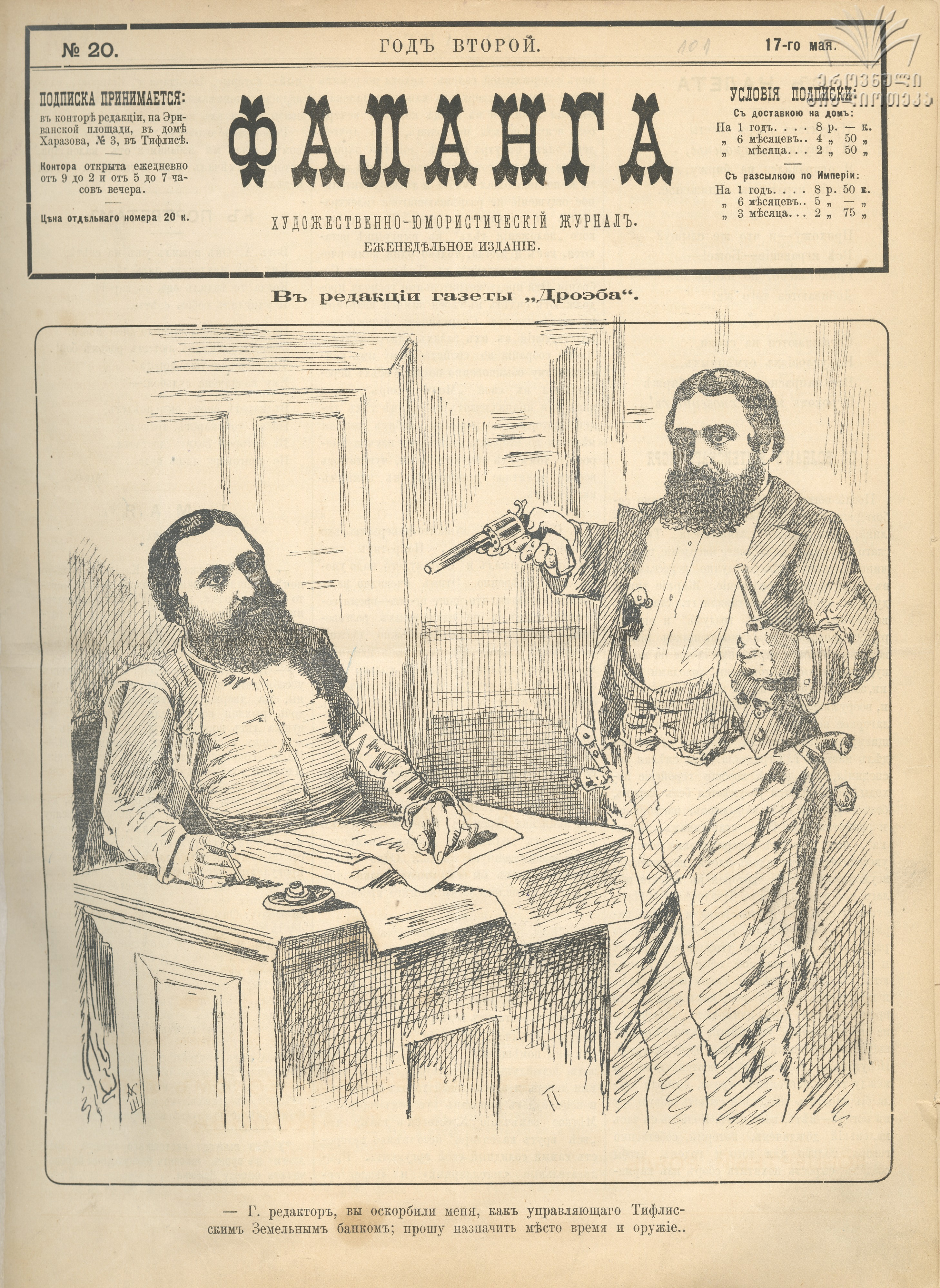
Шарж на Чавчавадзе в газете Фаланга

Освобождение крестьян и изменения в экономике привели к потребности в кредитовании, на которую законодатель Российской империи откликнулся нормами об организации земельных банков. В 1874 году Чавчавадзе вернулся из провинции в Тбилиси, чтобы принять участие в организации первого в Грузии дворянского земельного банка. Бюрократические проволочки затянули процесс до 1875 года, когда с помощью приехавшего из Европы Нико Николадзе организацию банка удалось довести до конца. Убеждая знакомых дворян, Чавчавадзе и Николадзе сумели собрать акционерные взносы на крайне скромные 170 000 рублей. Однако дело было положено, председателем правления стал Илья Чавчавадзе, а Нико Николадзе вошёл в правление как директор. Позже ещё одним директором был избран Иван Мачабели.
Вскоре после запуска банка между Николадзе и Чавчавадзе возник конфликт по поводу использования прибыли банка, почти сразу ставший мировоззренческим. Николадзе рассчитывал, что прибыль банка будет направлена на новые экономические начинания, в том числе на новые технологии в сельском хозяйстве и на помощь крестьянам в выкупе земель. Однако Чавчавадзе использовал прибыль банка на открытие школ грузинского языка, музеев и общественно-культурных организаций, аргументируя такой подход первостепенностью сохранения языка и национальной культуры, даже в ущерб социальному прогрессу. Иван Мачабели поддержал консервативную почвенную политику Чавчавадзе, оставив Николадзе в меньшинстве. Изменения произошли и во взглядах Чавчавадзе на земельный вопрос и крестьянство: он больше не считал необходимой немедленную передачу земли крестьянам, а выступал за путь медленных преобразований, сохраняющих статус-кво дворянства. Такая позиция обеспечивала ему уверенную поддержку акционеров-дворян на общих собраниях банка, где он отчитывался о финансах и использовании прибыли. Собрания акционеров банка фактически были регулярными встречами наиболее влиятельных людей в Грузии и за это их иногда называли «грузинским парламентом». Чавчавадзе руководил банком с 1875 по 1905 год.

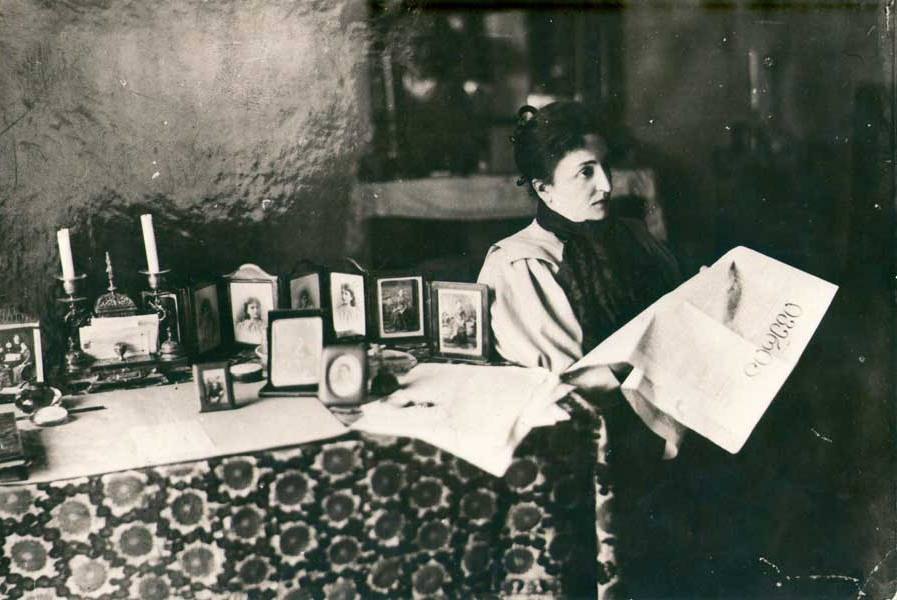
Княгиня Марьям Орбелиани держит в руках свежий номер Иверии

Конфликт с Николадзе привёл к уходу Чавчавадзе из редколлегии дружественной Николадзе газеты «Дроэба» в 1876 году. В 1877 году Чавчавадзе начал издавать новую газету «Иверия», проект оказался удачным и газета почти на тридцать лет стала одной из влиятельнейших газет Грузии. Газета несла народу культурную программу Чавчавадзе и Акакия Церетели: возрождение языка и национальных традиций на основе православной веры. Социальная программа «Иверии» была довольно консервативной: Чавчавадзе и Церетели считали, что в грузинском обществе возможно достичь гармонии между собственниками земли и крестьянами и к этому следует стремиться. Социалистические идеи и свободный рынок были теперь противны Чавчавадзе в одинаковой степени, он рассматривал их как возмущения, нарушающие симфонию грузинского аристократа и крестьянина.

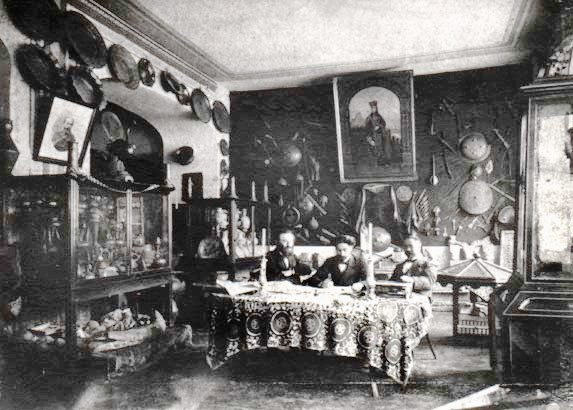
Музей и библиотека Общества распространения грамотности среди грузин

Поддержанная финансами банка, культурная программа Чавчавадзе была успешной, фактически произошло возрождение разговорного и письменного грузинского языка, укреплённое в 1880-х годах силами молодых литераторов, в том числе поэтов Ал. Казбеги и Важа-Пшавела. В 1879 году Чавчавадзе вместе с поэтом и предводителем дворянства Дмитрием Кипиани, просветителем Яковом Гогебашвили и княгиней Марьям Орбелиани учредили «Общество по распространению грамотности среди грузин», призванное упорядочить эту культурно-просветительскую деятельность. Председателем общества стал Дмитрий Кипиани. Чавчавадзе вошёл в правление общества, а с 1885 стал его председателем.
Деятельность общества была ещё и очень своевременной, так как из-за политики русской имперской администрации грузинский язык подвергался гонениям и находился в упадке. Высокие назначения в Грузию получали одиозные чиновники, враждебные самой идее языкового многообразия. Так, в 1886 году ректор Тифлисской духовной семинарии Чудецкий публично назвал грузинский «собачьим языком» (он был вскоре убит одним из отчисленных семинаристов). Патриарший экзарх по Грузии архиепископ Карталинский и Кахетинский Павел, тоже враждебный грузинскому языку, предал анафеме не только убийцу, но и весь породивший его грузинский народ, что вызвало всеобщее возмущение в Грузии и предводитель дворянства Дмитрий Кипиани обратился к экзарху с требованием принести публичные извинения и покинуть Грузию. Убийца был приговорён к каторге, экзарх Павел был отозван, но публично критиковавший Чудецкого и экзарха Дмитрий Кипиани был сослан и погиб в ссылке, а грузинский язык по-прежнему вытеснялся.
Сменив Кипиани на посту председателя, Чавчавадзе через «Общество по распространению грамотности среди грузин» упорядочил и расширил благотворительность банка и частных лиц, средства шли на создание новых школ, издание учебников и поддержку музеев и театра на грузинском языке. Усилия как Общества, так и газеты «Иверия» находили живой отклик в грузинской интеллектуальной среде, формируя новое поколение просветителей и педагогов. Проповедь социального мира со страниц «Иверии» сильно контрастировала с позицией самого же Ильи двадцатилетней давности, что приводило в недоумение и огорчало многих знавших его. Было бы однако несправедливо считать его декларированную позицию просто социальным примиренчеством. Чавчавадзе отлично понимал современные ему общественные проблемы, но по-видимому считал их второстепенными по сравнению с национальным объединением с целью освобождения от гнёта империи: позиция, которую было невозможно выразить не только в прессе или письме, но и в частном разговоре.

## Pater Patriae
К концу XIX века Грузия подошла со стремительно крепнущей национальной культурой и нерешёнными проблемами социальной справедливости и распределения собственности. Перекосы Великой реформы никуда не исчезли: в Грузии из более чем 6 000 тысяч десятин территории (1 десятина = 1,0925 га) помещикам на праве собственности принадлежало около 2 000 тысяч десятин сельскохозяйственной земли, а крестьянам, составлявшим 85% населения, принадлежало менее 400 тысяч десятин, то есть менее 20 % от общей площади сельскохозяйственных земель, остальное они были вынуждены арендовать у собственников-аристократов и царской семьи. Социальная напряжённость до некоторой степени уравновешивалась масштабами успехов на ниве образования, культуры и национального возрождения. Сам Чавчавадзе, его газета «Иверия» и «Общество по распространению грамотности среди грузин» к середине 1890-х годов стали основным общенациональным авторитетом и имели решающий голос почти во всех аспектах общественной жизни. Наместник князь Г. С. Голицын, обеспокоенный масштабом деятельности Чавчавадзе, посвятил много времени и сил своего аппарата борьбе с «грузинским сепаратизмом» и «грузинским национализмом», не желая замечать, что его цензоры и полиция борются с успешными предпринимателями, крупными землевладельцами и просто уважаемыми законопослушными гражданами, стоящими на позициях социального мира и лояльности империи. Грузинские марксисты, начав в те годы издание своей газеты, были приятно удивлены мягкостью цензуры: она игнорировала острые экономические и социальные статьи, но набрасывалась и решительно вычищала всё имеющее отношение к национализму. «Цензурный комитет имел специальный циркуляр из Петербурга, с указанием обратить главное внимание на национальную пропаганду. Жертвами цензоров особенно становились поэты, а наша пропаганда носила характер экономический, социальный, исторический и цензура не обращала на это особого внимания» вспоминал лидер грузинских марксистов Ной Жордания.
Статьи в «Иверии» касались очень широкого круга вопросов, к их написанию Чавчавадзе привлекал людей самых разных взглядов, живших в любых местах, единственным критерием был грамотный грузинский язык и публицистический талант. Изучавшая в это время грузинский язык британка Марджори Уордроп написала Чавчавадзе письмо на хорошем литературном грузинском, которое он немедленно опубликовал в «Иверии», показав читателям, что Грузию знают и изучают даже в Великобритании. Один из постоянных корреспондентов «Иверии», живший в Лондоне анархо-коммунист князь Варлам Черкезишвили в 1894 году по заданию Чавчавадзе посетил семью Марджори Уордроп и написал для «Иверии» корреспонденцию об этом визите. Приехав в Грузию зимой в начале 1895 Марджори Уордроп была поражена теплым приёмом и всеобщей осведомленностью о своей персоне.
К периоду 1897—1900 годов относится острый конфликт между Чавчавадзе и молодыми грузинскими марксистами, выразившийся в полемике на страницах газет «Иверия» и социал-демократической «Квали» (рус. «Борозда»). Вернувшийся в 1897 году из ссылки Ной Жордания своими общественно-политическими публикациями в «Квали» привлёк внимание Чавчавадзе, тот пригласил Жордания к себе и предложил ему должность редактора «Иверии», на что Жордания, знакомый с позицией Чавчавадзе по основным политическим вопросам, ответил отказом. Страницы «Квали», ставшего первым легальным печатным органом марксистов в Закавказье, наполнились критикой старшего поколения, которому вменялись в вину и поддержка крупных землевладельцев и излишняя концентрация на языке, вере и культуре. Самого Чавчавадзе в «Квали» изображали махровым реакционером и критиковали его деятельность в банке и «Обществе по распространению грамотности среди грузин». Основным пунктом разногласий стало видение пути к прогрессу: Жордания считал, что российскую имперскую власть можно только устранить силой и освобождённая Грузия войдёт в равноправный союз государств трудящихся, Чавчавадзе же дорожил той защитой от внешних посягательств, которую давала империя, и считал единственно правильным реформы в сторону культурной и языковой автономии Грузии внутри империи. Обе стороны не стеснялись в выражениях, особого накала спор достиг в 1900 году, когда Чавчавадзе в серии статей в «Иверии» назвал Жордания шарлатаном, а его последователей неумными, невежественными и инфантильными.
В 1902 году на русском языке было издано эссе Чавчавадзе «Армянские учёные и вопящие камни», ранее вышедшее на грузинском в газете «Иверия» и содержавшее критику некоторых личностей и концепций, с точки зрения Чавчавадзе умалявших историю грузинского народа. Эссе было написано в характерной для него полемической манере, содержало риторику, которая могла быть истолкована как критика целого этноса. Несмотря на оговорки Чавчавадзе об уважении армянского народа и его долгой истории добрососедства с грузинами, выход эссе вызвал резкую реакцию армянского сообщества как внутри Грузии, так и по всей Российской империи. В ответной брошюре «Материалы для истории грузино-армянских отношений», изданной в 1904 году, армянский историк и публицист Христофор Аввакумович Вермишев полемизировал с утверждениями Чавчавадзе. Также в газете «Иверия» публиковались некоторые произведения черносотенца Величко, содержавшие антиармянские высказывания.
7 апреля 1906 года Илья Чавчавадзе был избран членом Государственного совета от дворянских обществ и принимал участие в работе Первой Думы, для которой Государственный совет выполнял функции верхней палаты. В интервью, данных по прибытии в Петербург, он заявил, что прибыл требовать законодательного запрета смертной казни в империи и отстаивать интересы всего грузинского народа, а не узкоклассовые интересы дворян, от которых он был избран. В течение всей работы Думы, несмотря на глубокие идеологические расхождения, Чавчавадзе поддерживал постоянный диалог с грузинскими меньшевиками — депутатами нижней палаты, и присоединялся к ним в критике царской администрации в Грузии. Он остался в составе Государственного совета и после роспуска Первой думы, вместе с остальными членами совета принял участие в работе Второй думы и вернулся в Грузию только летом 1907 года.

## Убийство
30 августа 1907 года Илья Чавчавадзе со своей супругой Ольгой поехали из Тифлиса в своё имение в Сагурамо и возле Цицамури были остановлены местными бандитами. Бандиты открыли стрельбу, убили Илью Чавчавадзе и его слугу, а жену Чавчавадзе Ольгу несколько раз ударили по голове прикладом ружья.

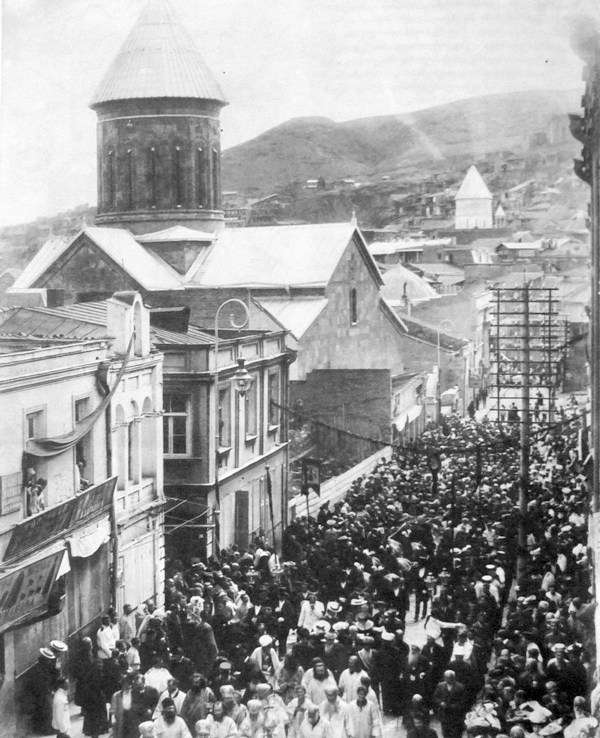
Похороны Ильи Чавчавадзе в Тифлисе — процессия проходит мимо храма Сиони

Похороны Чавчавадзе стали днями общенациональной скорби, катафалк с его телом провожали из Сагурамо в Тифлис тысячи людей. Акакий Церетели произнёс на похоронах речь о возрождённой усилиями Ильи грузинской речи, культуре и нации, назвал его жизнь примером для всех будущих поколений. Имперская администрация постаралась максимально замолчать как трагическую смерть, так и похороны Чавчавадзе.
Следствие арестовало членов банды, но двум подозреваемым, в том числе стрелявшему в Чавчавадзе главарю банды Бербичашвили удалось скрыться. Те, кто были арестованы и предстали перед судом, утверждали, что остановили экипаж только с целью грабежа, отрицали умысел на убийство и утверждали, что «оружие выстрелило само». Также они отрицали, что выполняли чей-то заказ. Все они были приговорены к смертной казни и повешены, хотя вдова Чавчавадзе просила у суда сохранить им жизнь из уважения к памяти Ильи, отдавшего борьбе за отмену смертной казни в Российской империи много сил и времени.
Впоследствии получили распространение многочисленные версии обстоятельств убийства, отличавшиеся от установленных судом. Согласно одной, убийство было организовано грузинскими революционерами, чьи методы Илья Чавчавадзе неустанно осуждал и в прессе и в публичных выступлениях. Другая версия возникла в советское время: на основании показаний старика, якобы служившего в царской охранке, было проведено расследование и заказчиками убийства были названы имперские власти.
Илья Чавчавадзе и его вдова Ольга Гурамишвили, пережившая мужа на двадцать лет, похоронены в Пантеоне на горе Мтацминда, на могиле установлен памятник «Скорбящая Грузия» работы Якова Николадзе. На месте гибели Ильи вблизи Сагурамо установлен обелиск.

## Семья
- Отец — Григорий Паатович Чавчавадзе (1811—1852) — офицер Нижегородского драгунского полка
- Мать — Мария Кристофоровна Чавчавадзе (1818—1848) — урождённая Бебуришвили, из дворянской семьи
  - Брат — Константин Григорьевич Чавчавадзе (1833—1854)
  - Сестра — Нина Григорьевна Чавчавадзе, в замужестве Абхази (1834—1883)
  - Брат — Симон Григорьевич Чавчавадзе (1838—1839)
  - Сестра — Елизавета Григорьевна Чавчавадзе, в замужестве Сагинашвили (1840—1925)
  - Брат — Теймураз Григорьевич Чавчавадзе (1844—1860)
  - Брат — Леван Григорьевич Чавчавадзе (1845—1847)
- Жена (с 1863 по 1907) — Ольга Тадеозовна Гурамишвили (1842—1929) — поэтэсса и просветительница

## Творчество
Первые стихи Илья Чавчавадзе написал в возрасте 11 лет. В 1857 году в грузинском журнале «Цискари» («Заря») было опубликовано несколько его небольших стихотворений, но как большой писатель и социальный критик он заявил о себе по возвращении из России в 1861 году, поместив в Цискари литературную критику со своими мыслями о назревших изменениях в грузинской орфографии и литературном стиле. Разгоревшаяся полемика и отторжение идей Чавчавадзе литературной элитой Грузии получили ответ в его сатире «Человек ли он?!», напечатанной в 1863 в «Сакартвелос моамбе». В сатире в карикатурном виде представали образы бездельника-помещика и его жены, невежественных и живущих бесцельной никчёмной жизнью. Образы были очень узнаваемы и смешны, реплики и фразы из сатиры мгновенно разлетелись на цитаты и поговорки. Дворяне, узнав себя и увидев как устои их мира стали смешными, пришли в ярость, Чавчавадзе даже пришлось спасаться от одного из обиженных. Развенчание патриархального мира в «Человек ли он?!» привело в Грузии к смене нравственных ориентиров, сопоставимой по масштабу с переменами в умах русского общества после поэмы «Мёртвые души» и «помещичьих» сатир Салтыкова-Щедрина.
Многие произведения Чавачавадзе отличала едкая и обидная для адресата сатира, на грани оскорбления. В стихотворной «Истории Грузии в XIX веке или Как поступали» он не жалел участников неудавшегося заговора 1832 года (многие из них на момент выхода сатиры были ещё живы), издеваясь над их позорным поведением перед царскими следователями:
«А когда про эти речи
Услыхали наши власти
И, загнав в хлевы овечьи,
Проучили нас отчасти, -
Как тогда мы поступали?»
- «Как тогда мы поступали?
Мы в испуге друг на друга
Клеветали, клеветали»
Позже его сочинения появлялись в газете «Дроэба» («Время»), в «Кребули» («Сборник»), в основанных им «Сакартвелос моамбе» («Грузинский Вестник») и «Иверии», и в издаваемом ныне грузинском журнале «Моамбэ». Его основные поэмы: «Эпизод из жизни разбойников», «Призрак», «Дмитрий Самопожертвователь», «Отшельник» и «Мать и сын»; повести: «Человек ли он?!» («Грузинский Вестник», 1863 и отд. в СПб.), «Рассказ нищего» (там же и отдельно), «Сцены из первых времен освобождения крестьян» («Кребули», 1865 и отдельно), «Письма проезжего» («Кребули», 1864), «Отарова вдова» («Иверия», 1888), «Странная история» («Моамбе»), «Рождественский рассказ» и «У виселицы» («Иверия») и др.
При жизни Чавчавадзе на русский язык были переведёны несколько мелких стихотворений и поэма «Отшельник». Прижизненные русские переводы стихотворений Чавчавадзе частью вошли в состав отдельного сборника, изданного в Тифлисе, частью печатались в «Русской мысли», «Живописном обозрении», «Вестнике Европы» и др. Поэма «Отшельник» переведёна на английский язык и в прозе на французский язык. Немецкие переводы нескольких мелких стихотворений Чавчавадзе вошли в состав сборника: «Georgische Dichter» (Лейпциг, 1886; Дрезден, 1900).
Чавчавадзе переводил на грузинский язык творчество Пушкина, Лермонтова, Тургенева, Хетагурова, Гейне, Шиллера и Гёте. Совместно с князем Иваном Мачабели осуществил перевод «Короля Лира» Шекспира. Написал много мелких статей политического, публицистического, критического и педагогического содержания, а также предисловие к стихотворениям князя Орбелиани.
В 1895—1896 годах в редактируемой им газете «Иверия» были опубликованы пять стихотворений юного Иосифа Джугашвили (Сталина), учившегося тогда в Тбилисской духовной семинарии. Иосиф Шкловский в своей книге «Эшелон. Невыдуманные рассказы» (1991) посвящает встрече Чавчавадзе с юным Сосо Джугашвили рассказ «Илья Чавчавадзе и „мальчик“».

### Адаптации
По произведениям Илья Чавчавадзе были сняты следующие художественные фильмы:
- «Отарова вдова» (Грузия-фильм, 1957)
- «Разбойник Како» (ТВ, 1960)
- «Рассказ нищего» (Грузия-фильм, 1961)
- «Человек ли он?» (Грузия-фильм, 1979)

По произведениям Чавчавадзе также написаны оперы:
- «Разбойник Како» Акакия Андриашвили (1940)
- «Отарова вдова» Шалвы Тактакишвили (1942)

## Память

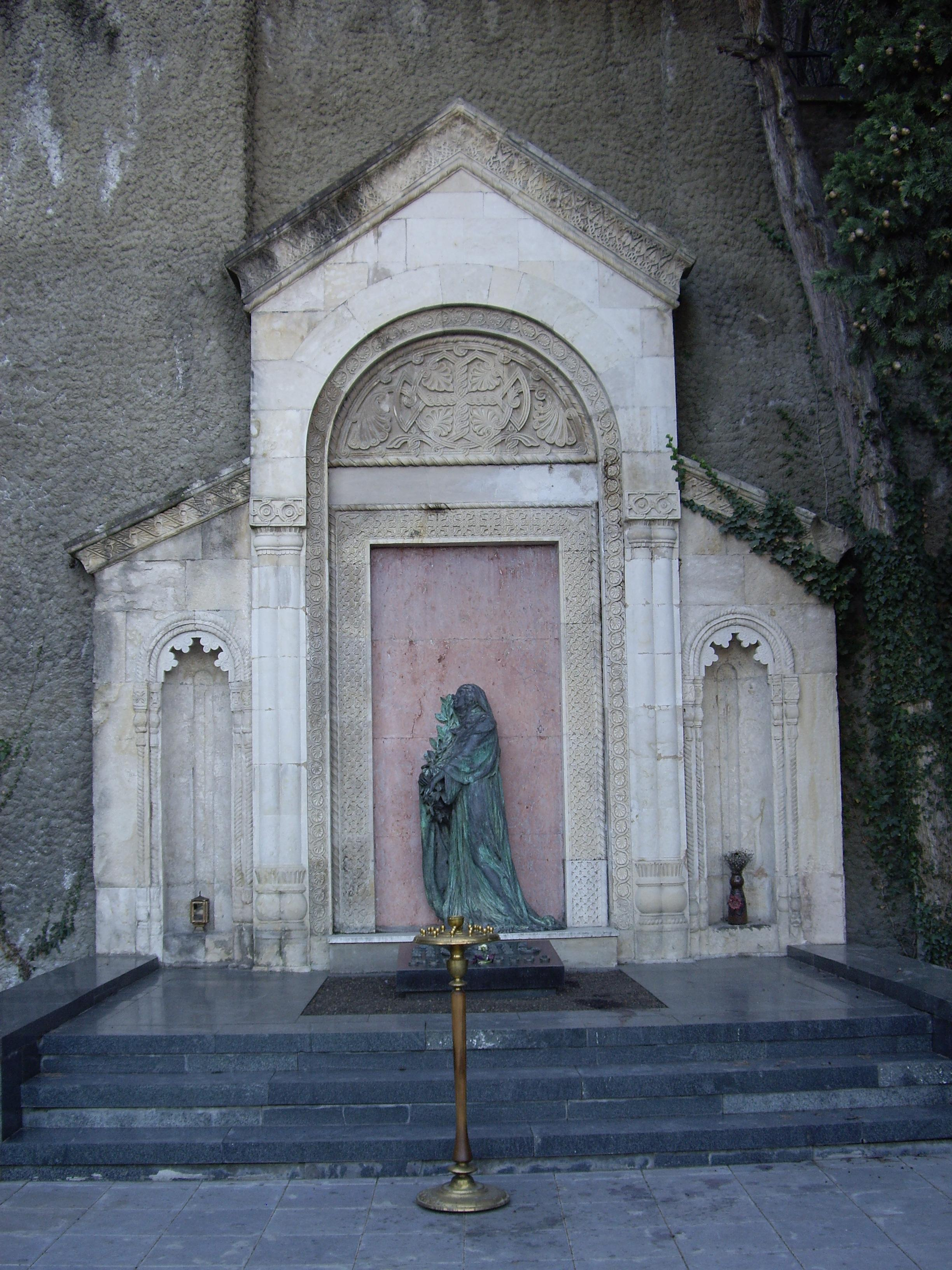
Памятник «Скорбящая Грузия» работы Якова Николадзе на могиле Ильи Чавчавадзе в пантеоне Мтацминда

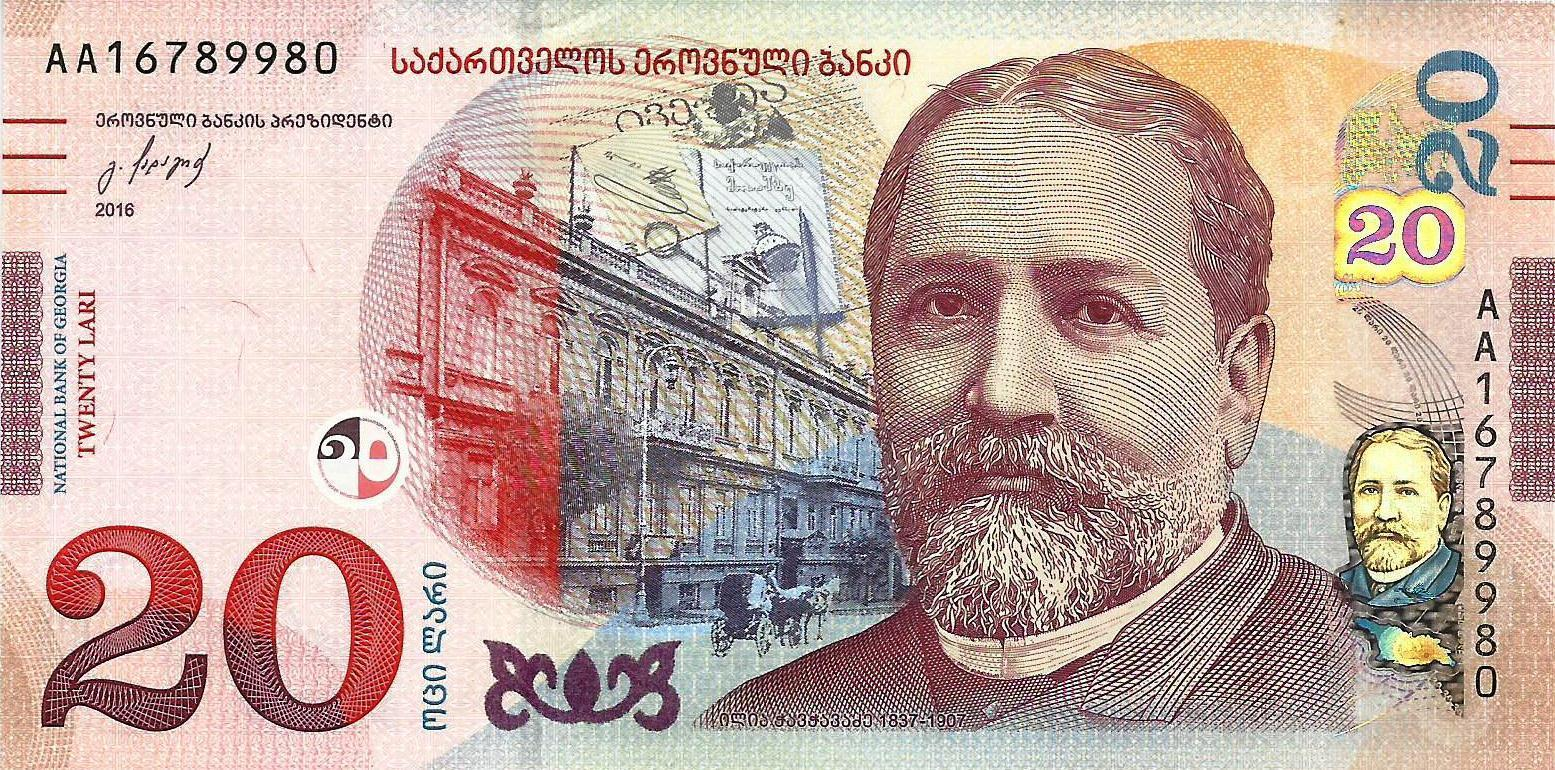
Изображение Ильи Чавчавадзе на грузинской купюре 20 лари образца 2016 года

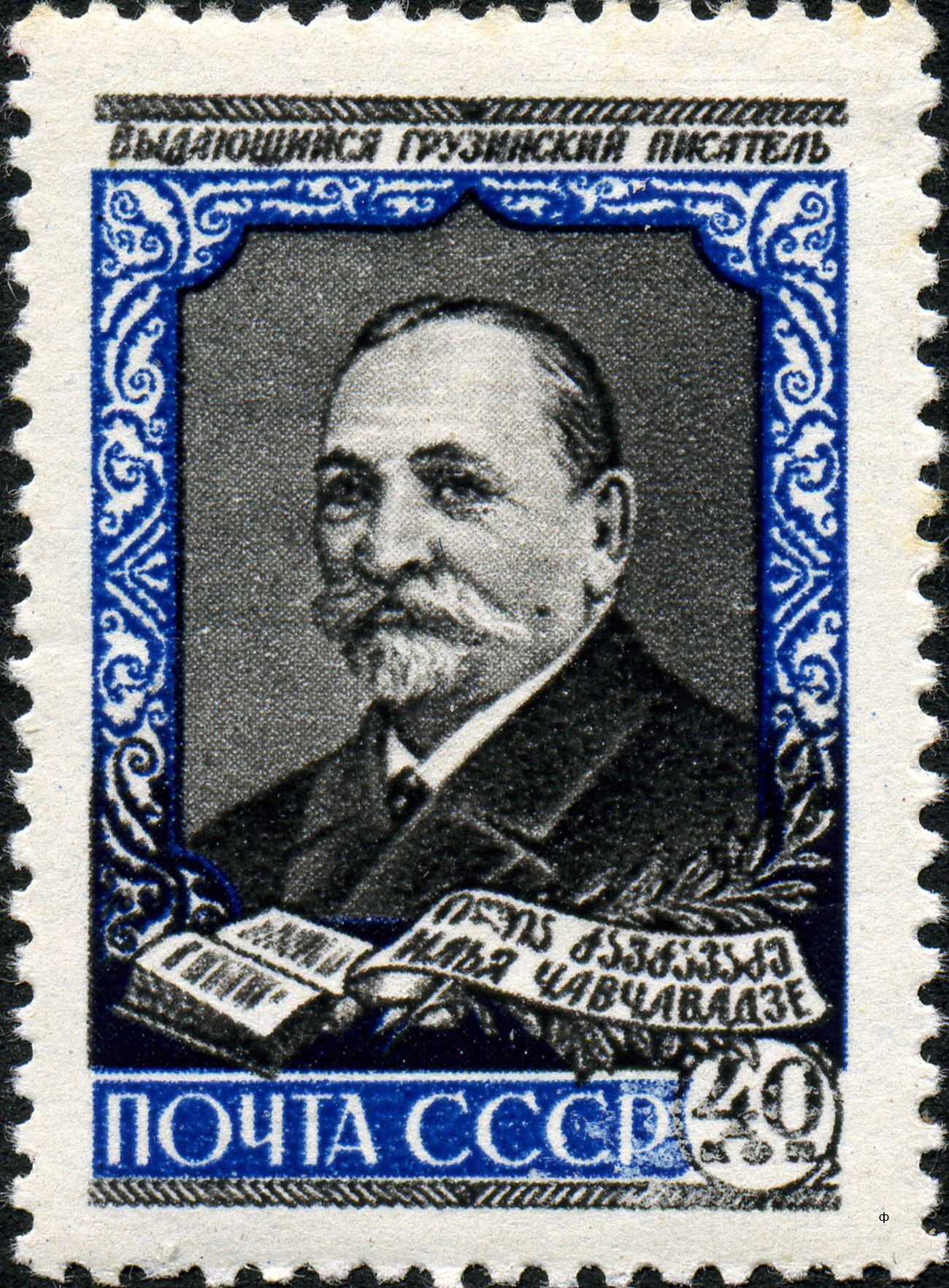
Илья Чавчавадзе. Почтовая марка СССР 1958 года

- Илья Чавчавадзе считался в Грузии «Отцом отечества» ещё при жизни и сохранил этот статус после смерти.
- Илья Чавчавадзе и его жена Ольга Гурамишвили были похоронены рядом в Пантеоне на горе Мтацминда.
- В 1987 году Илья Чавчавадзе был причислен к лику святых Грузинской православной церковью под именем Илия Праведный.
- Мемориальные музеи поэта были открыты в имении поэта в Сагурамо (1951), в селе Кварели (1937), в Тбилиси[51][52][53] (1957).
- Имя Чавчавадзе носил Университет западноевропейских языков и культуры (б. Тбилисский государственный педагогический институт иностранных языков). В 2006 году в результате объединения с Педагогическим университетом имени Сулхан Саба был создан Государственный университет имени Ильи Чавчавадзе.
- 8 ноября 1987 года была выпущена почтовая марка СССР — 150 лет со дня рождения Чавчавадзе.
- Изображение Чавчавадзе было помещёно на грузинскую купюру номиналом 20 лари.
- Во время СССР имя Чавчавадзе было присвоено Батумскому государственному драматическому театру.
- Жизни Ильи Чавчавадзе был посвящён роман А. Каландадзе «Илья»[54].